# Пояна-Кимпіна
Пояна-Кимпіна (рум. Poiana Câmpina) — село у повіті Прахова в Румунії. Входить до складу комуни Пояна-Кимпіна.
Село розташоване на відстані 82 км на північ від Бухареста, 32 км на північний захід від Плоєшті, 59 км на південь від Брашова.

## Населення
За даними перепису населення 2002 року у селі проживали 4065 осіб, з них 4055 осіб (99,8%) румунів.
Рідною мовою назвали:
| Мова      | Кількість осіб | Відсоток |
| --------- | -------------- | -------- |
| румунська | 4057           | 99,8%    |
| угорська  | 5              | 0,1%     |